# Dream Lover
「Dream Lover」（ドリーム・ラバー）は、日本の音楽グループINFINITY16の1枚目のシングルである。2007年4月18日発売。発売元はFar Eastern Tribe Records。

## 概要
- The First Cut Is the Deepestが原曲である。
- オリコンウィークリーチャートで第10位を獲得。レゲエサウンドの初登場TOP10入りは史上初。

## 収録曲
1. Dream Lover welcomez 湘南乃風, MINMI, MOOMIN(6:15)
作詞・作曲：INFINITY16・湘南乃風・MINMI・MOOMIN、編曲：INFINITY16
2. つぼみ welcomez GOKI(4:33)
作詞・作曲：INFINITY16・GOKI、編曲：INFINITY16・TAKA"BLOOD"I
3. Dream Lover [inst](6:11)
4. つぼみ [inst](4:29)

## 収録アルバム
- オリジナル『Foundation Rock』（2007年12月12日）
- MINMI『MINMI BEST 2002-2008』（2008年6月4日）